# Martina den Hertog-Vogt
Martina den Hertog-Vogt (* 1961 in Nijmegen als Martina den Hertog) ist eine Niederländische Übersetzerin.

## Leben
Martina den Hertog-Vogt übersiedelte 1964 mit ihrer Familie aus den Niederlanden ins niedersächsische Bramsche. Ab 1976 besuchte sie ein deutsches Gymnasium, an dem sie auch die Reifeprüfung ablegte. Es folgte ein Studium am Fachbereich Angewandte Sprachwissenschaft der Universität Mainz in Germersheim, das sie 1987 als Diplom-Übersetzerin abschloss. Anschließend war den Hertog-Vogt als freie technische und literarische Übersetzerin für die Sprachen Niederländisch und Deutsch tätig.
Ab 1993 lebte sie mit ihrer Familie in Leipzig, wo sie eine Gastdozentur für Literarisches Übersetzen an der Universität innehatte. Seit 1997 ist sie im bayerischen Landshut ansässig und leitet dort ein Übersetzungsbüro, das vorwiegend Aufträge für technische Übersetzungen übernimmt, daneben aber auch die Übersetzung von Texten für Audioguides und von Drehbüchern. Außerdem übersetzt Martina den Hertog-Vogt seit den Neunzigerjahren literarische Texte und Sachbücher aus dem Niederländischen ins Deutsche, darunter Werke von Harry Mulisch und Multatuli. Den Hertog-Vogt ist Mitglied des Bundesverbandes der Dolmetscher und Übersetzer und der Fédération internationale des traducteurs.

## Übersetzungen ins Deutsche
- Lily van Angeren-Franz: "Polizeilich zwangsentführt", Hildesheim 2004
- Dik van Baren: IBM Personal System 2 und PC DOS, München 1990
- Die Farbe der Tulpe, München 1993
- Bert Huls: Gartengestaltung, München 2011
- Mensje van Keulen: Die Freunde des Mondes, Berlin 1992
- Mensje van Keulen: Schachzüge, Berlin 1991
- Paul Klaver: Das Motorrad und seine Technik, Stuttgart 1990
- Hans Lauwerier: Unendlichkeit, Reinbek bei Hamburg 1993
- Hanneke Louwerse: 50 kleine Gärten, München 2012
- Inge Luyten: Dynarobic, Rheda-Wiedenbrück 1998
- Cynthia McLeod: Die Schwestern von Surinam, Bergisch Gladbach 1998
- Cynthia McLeod: Surinam, München 1996
- Vonne van der Meer: Die Reise zum Kind, Berlin 1991
- Harry Mulisch: Augenstern, München 1989
- Harry Mulisch: Die Elemente, München 1990
- Harry Mulisch: Die Entdeckung des Himmels, München 1993
- Harry Mulisch: Das Standbild und die Uhr, Reinbek 1996 (übersetzt zusammen mit Hans Herrfurth)
- Harry Mulisch: Vorfall, Reinbek 1993
- Multatuli: Max Havelaar oder Die Kaffeeversteigerungen der Niederländischen Handelsgesellschaft. Köln 1993
- Multatuli: Minnebriefe, Köln 1993
- E. J. Schukking: Wohnwagen-Ratgeber, München 1990
- Joost Zwagerman: Kunstlicht, Wien 2002

## Übersetzungen ins Niederländische
- Tony Clunn: De zoektocht naar de verloren legioenen, Bramsche 2005 (übersetzt zusammen mit J. P. van Hoeve)